# Marianne van Wijnkoop
Marianne van Wijnkoop-Bosscher (Amsterdam, 22 december 1945 – aldaar, 18 of 19 juni 2022) was een Nederlands actrice en sinds 1992 castingdirector bij musical- en televisieproducties van Joop van den Ende.

## Biografie
Marianne van Wijnkoop studeerde aan de Amsterdamse Toneelschool, waarna ze te zien was in onder andere Liefdesbekentenissen, een film van Wim Verstappen. Na haar filmcarrière was Van Wijnkoop meer achter de schermen te vinden.
In 1992 kwam Van Wijnkoop in dienst van Joop van den Ende voor de casting van theater- en televisieproducties. In 1998 werd zij de vaste castingdirector voor Van den Ende.
Samen met Henkjan Smits en Henk Temming was Van Wijnkoop jurylid bij de talentenjacht X Factor.
Bij Van Wijnkoop werd enkele maanden voor haar overlijden kanker vastgesteld. Ze overleed op 76-jarige leeftijd in een Amsterdams hospice.